# 三神万里子
三神 万里子（みかみ まりこ、1972年 - ）は、日本のジャーナリスト、キャスター。
日本外国特派員協会会員。日本文藝家協会会員。公認不正検査士。

## 来歴・人物
長野県長野市出身。長野県長野高等学校、慶應義塾大学環境情報学部（1期生）卒業。英ケンブリッジ大学エグゼクティブコース修了（サステナビリティ経営管理）。
日米のオピニオン誌、経済誌等で執筆。2004年から2年間、国立情報学研究所プロジェクト研究員。2007年から5年間、信州大学経営大学院客員准教授（地域経済・組織論）。元BSジャパン番組審議会委員（10年任期満了）。
経済産業省産業構造審議会製造産業分科会委員、国土交通省奄美群島振興開発審議会委員、総務省地域力創造推進研究会委員。

## 主な著書・連載
- 『日本と世界の課題2023』（時事通信社、2022年、編著）
- 『2022年日本の論点』（文藝春秋、2021年、編著）
- 『トッド、自身を語る』（藤原書店、2015年、編著）
- 『時代が求める後藤新平　自治/公共/世界』（藤原書店、2014年、編著）
- 『3.11と私』（藤原書店、2012年、編著）
- 『パラサイト・ミドルの衝撃；サラリーマン45歳の憂鬱』（NTT出版、2005年/中日新聞、東京新聞今年の三冊、日経新聞書評掲載[3]）
- 『メガバンク決算；日・米・欧、どこが違うのか？』（角川書店、2003年　週刊東洋経済ベスト経済書100、日経新聞書評掲載[4]）
- 『合併人事』（翔泳社、2002年、日経新聞書評掲載[5]）
- 『M&Aがやってきた!』（日本経済新聞社、編著）
- 『これからはこの仕事　時代を先取る24の新市場』（幻冬舎、2004年　日本経済新聞書評掲載[6]）
- 『三神万里子の直言』（日経グローカル　巻頭コラム連載、日本経済新聞社　2016年から5年間）
- 『卓見異見』（日刊工業新聞コラム連載、2011から２年間）
- 『ビジネス5分道場』（読売新聞、「本よみうり堂」コラム連載、2007年-2010年）
- 『金融新世代の旗手』（東洋経済新報社「金融ビジネス」連載、2004年から2年間）
- 『ひとごとじゃないでしょ』（朝日新聞「選択のとき」欄連載、2005年4月から2年間）

## 出演番組
- JAM THE PLANET　MONEY & MOVEMENT（J-WAVE　2021年-）
- ヒラメキ！地域発（NHK総合、2020年-）
- ルソンの壺（NHK大阪放送局、2020年 - ）
- Science View J-Innovator special (NHK World, 2013-2014)
- Eテレ ディスカッション「新技術を生かせ　これからの化石エネルギー」（NHK Eテレ、2013年）
- NHKスペシャル 日本新生（NHK総合、2012年）
- NHKアーカイブス 歴史に見る社会保障（NHK総合、2013年）
- Radio Tunis（2012年）
- Saudi Arabia TV1（2012年）
- Le Monde Selon Todd La collection A Contre-Temps Un film de Aubin Hellot, France（2013）
- 未来への提言（NHK総合、2009年）
- 東北ビジネス最前線（東日本放送、2008年 - 2014年2月）[7]
- ニュースクリア（TBSニュースバード 2012年-2013年）
- Yes！ものづくりナガノ（SBC　2008年）
- ビジネス未来人（NHK教育、2005年 - 2008年）
- お金のソムリエ　企業合併最前線（テレビ東京、2003年）